# Schietpartij in Binghamton op 3 april 2009
Op 3 april 2009 vond er een schietpartij plaats in het immigratiecentrum van de American Civic Association in Binghamton, New York. Om ongeveer 10.30 uur drong Jiverly Antares Wong (ook bekend als Jiverly Voong), een 41-jarige genaturaliseerde Amerikaanse burger uit Vietnam, het centrum binnen en doodde dertien mensen en verwondde vier anderen voordat hij zelfmoord pleegde.
Het is de dodelijkste schietpartij door een eenzame schutter in de staat New York.

## Schietpartij
Om ongeveer 10:30 uur barricadeerde Jiverly Wong de achterdeur van het gebouw van de Binghamton American Civic Association met een voertuig dat op naam van zijn vader stond. Hij droeg een kogelvrij vest, een felgroen nylon jack en een bril met donkere randjes.
Wong ging door de voordeur naar binnen en vuurde een aantal kogels af op mensen op zijn pad. Om 10.30 uur ontving Broome County Communications verschillende 911-oproepen en de eerste politie werd ter plaatse gestuurd. Twee receptionistes van de burgervereniging behoorden tot de eerste slachtoffers die werden neergeschoten. Terwijl een van de receptionisten door het hoofd zou zijn geschoten en gedood, veinsde de tweede, die in de maag was geschoten, de dood en toen de schutter verder ging, zocht ze dekking onder een bureau en belde 911. Het telefoontje van de receptioniste werd om 10:38 uur aangenomen door 911-medewerkers. De gewonde receptioniste, de 61-jarige Shirley DeLucia, bleef ondanks haar schotwond 39 minuten aan de lijn en gaf informatie door tot ze gered werd. Ze vertelde later dat de schutter het vuur had geopend zonder iets te zeggen.
De schutter ging een klaslokaal binnen net naast de hoofdontvangstruimtes, waar een ESL-les(English as a second or foreign language) werd gegeven aan studenten. Van de 16 mensen in het lokaal raakte Wong er 13, waaronder de professor. Vervolgens gijzelde hij tientallen andere studenten. De politie arriveerde binnen enkele minuten na de 911-oproepen. Toen hij het alarm hoorde, pleegde Wong zelfmoord door zichzelf neer te schieten om 10:33 uur, drie minuten nadat hij voor het eerst het vuur had geopend. In totaal vuurde Wong 99 kogels af: 88 uit een 9mm Beretta en 11 uit een .45-kaliber Beretta.

## Dader
Jiverly Antares Wong (geboren Linh Phat Vuong, Vietnamees: Vương Phật Linh; 8 december 1967 - 3 april 2009) een inwoner van Johnson City, New York, werd geïdentificeerd als de dader.
Wong werd geboren in een etnisch Chinees (Chinees Nùng) gezin in Zuid-Vietnam. Hij en zijn ouders, Henry Voong en Mui Thong, emigreerden naar New York in de late jaren 1980; hij verhuisde enige tijd later naar Californië. In 1992 werd Wong daar gearresteerd en veroordeeld voor een aanklacht wegens fraude met valsheid in geschrifte. In november 1995 werd Wong genaturaliseerd tot Amerikaans staatsburger; het jaar daarop registreerde hij een pistool in Broome County, New York.
Hij keerde terug naar de VS en vestigde zich in december 1999 in Inglewood, Californië. In Californië registreerde Wong nog een pistool. Terwijl hij daar woonde, trouwde Wong met Xiu Ping Jiang, waarvan hij later scheidde. Het echtpaar had geen kinderen. Wong werkte bijna zeven jaar als bezorger voor Kikka Sushi, een cateringbedrijf in Los Angeles.
Wong kwam op een dag in juli 2007 niet opdagen op zijn werk, omdat hij die maand verhuisd was naar Binghamton, New York, in de buurt van zijn ouders. Later belde hij het bedrijf voor een kopie van zijn W-2 winst- en verliesrekening in 2008, met het verzoek deze door te sturen naar een adres in de staat New York. Hoewel vroege berichten suggereerden dat Wong onlangs zijn baan was kwijtgeraakt bij een plaatselijke IBM-fabriek in het nabijgelegen Endicott, New York, zei IBM dat ze geen gegevens hadden waaruit bleek dat Wong ooit voor het bedrijf had gewerkt. Wong werkte bij een plaatselijke stofzuigerfabriek van Shop-Vac totdat die in november 2008 sloot.
Wong had Engelse lessen gevolgd in het centrum, beginnend in januari 2009 en eindigend in maart. Zijn aanwezigheid was met tussenpozen, en hij stopte helemaal met komen. Hij schoot de studenten en de leraar neer in het klaslokaal waar hij voorheen de sessies had bijgewoond.

### Mogelijke motieven
Verschillende bronnen suggereerden mogelijke motieven voor Wongs aanval, waaronder het gevoel "gedegradeerd en niet gerespecteerd" te worden vanwege zijn gebrekkige Engelse taalvaardigheden, depressie over het verlies van zijn baan en problemen met het vinden van werk in New York. Een paar jaar voor de schietpartij werkte hij als ingenieur bij Endicott Interconnect Technologies, een hightech elektronicabedrijf. In 2004 ontsloeg het bedrijf vijf procent van zijn personeel. Een collega uit die tijd zei over hem: "Hij was rustig, geen gewelddadig persoon" en "Ik kan niet geloven dat hij zoiets zou doen". Press TV merkte op dat de Pakistaanse Talibanleider Baitullah Mehsud de verantwoordelijkheid voor de schietpartij opeiste met de woorden: "Het waren mijn mannen. Ik gaf ze bevelen als reactie op de Amerikaanse drone-aanvallen." Een woordvoerder van het Federal Bureau of Investigation noemde de claim echter niet consistent met hun bewijs dat Wong de enige schutter was.
De politiechef van Binghamton, Joseph Zikuski, zei: "Van de mensen die dicht bij hem stonden... was deze actie van hem geen verrassing voor hen." Wong had naar verluidt tegen zijn voormalige collega's bij Shop Vac opmerkingen gemaakt als "America sucks" en gepraat over het vermoorden van president Barack Obama.